# Spargel
Spargel (Asparagus), von lateinisch asparagus ist eine Pflanzengattung in der Familie der Spargelgewächse (Asparagaceae). Spargel-Arten sind in der Alten Welt in Eurasien und Afrika weitverbreitet. Es gibt einige Arten und Kulturformen, die als Zierpflanzen verwendet werden. Die wirtschaftlich wichtigste Art dieser Gattung ist der Gemüsespargel (Asparagus officinalis).

## Beschreibung

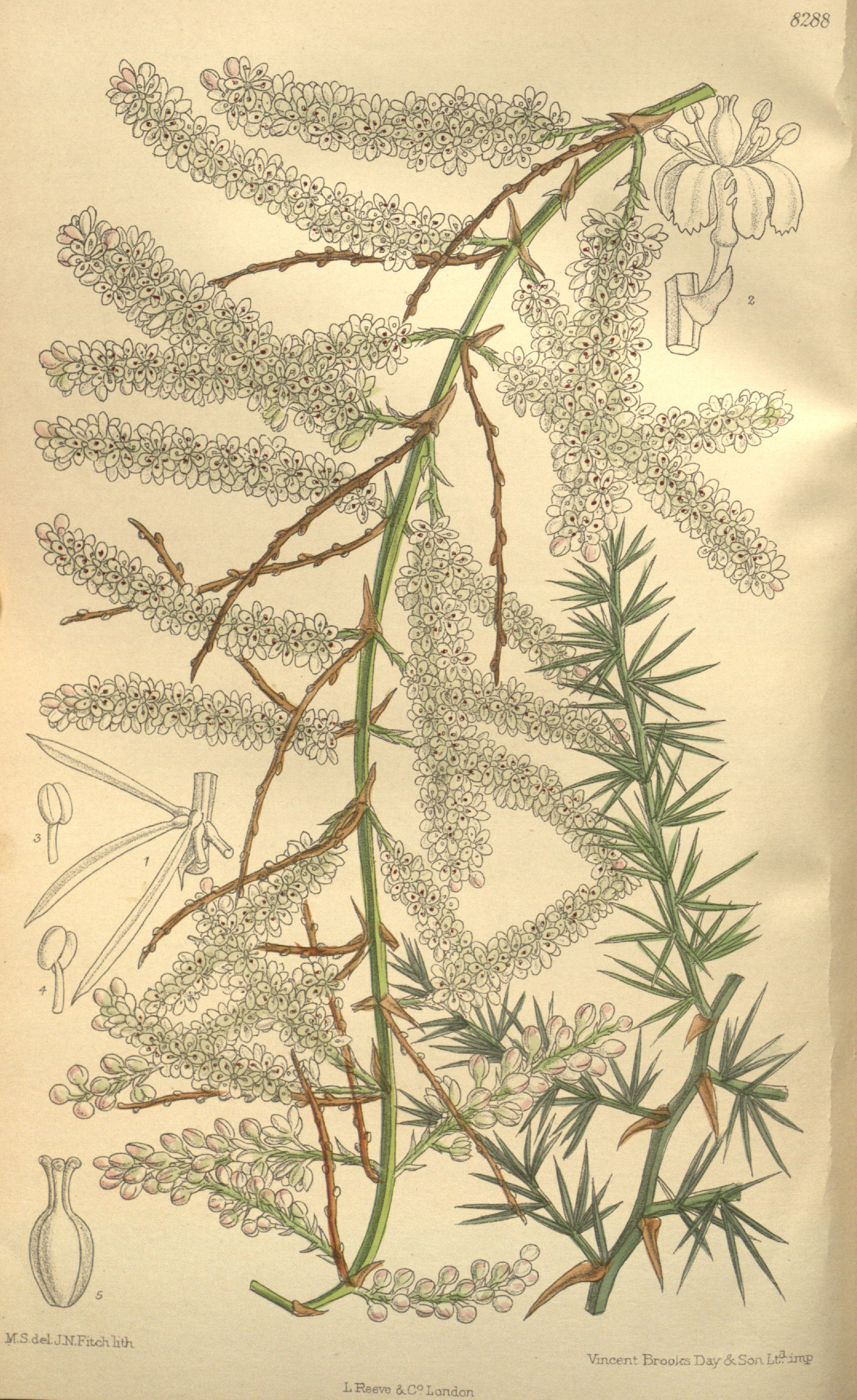
Illustration von Asparagus racemosus mit traubigen Blütenständen

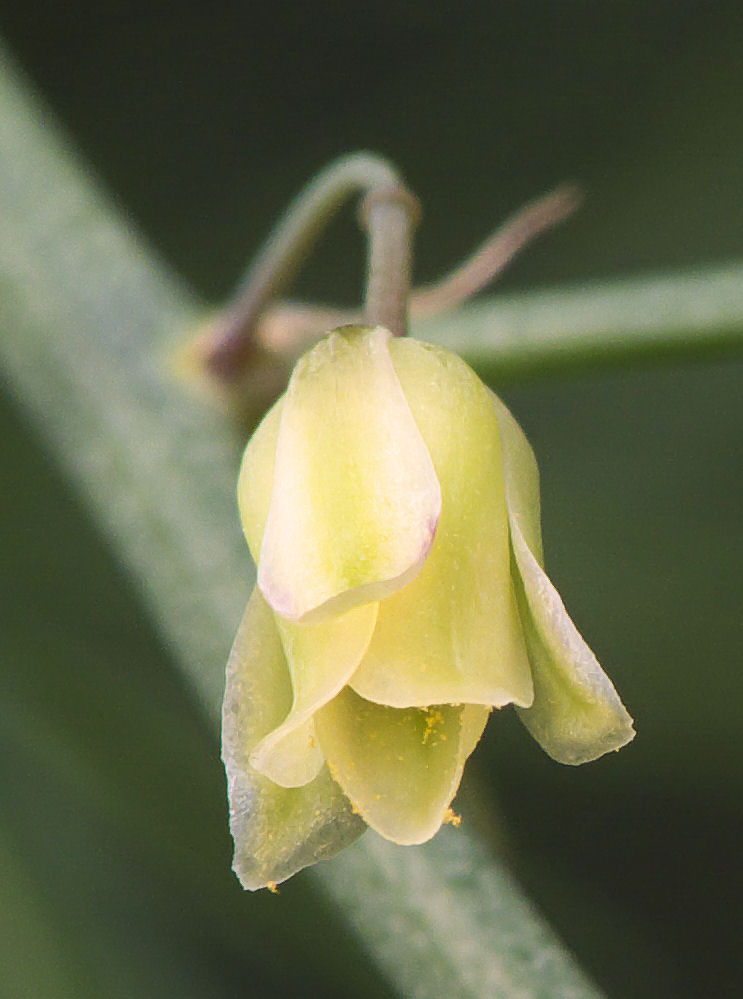
Blüte des Gemüsespargels (Asparagus officinalis)

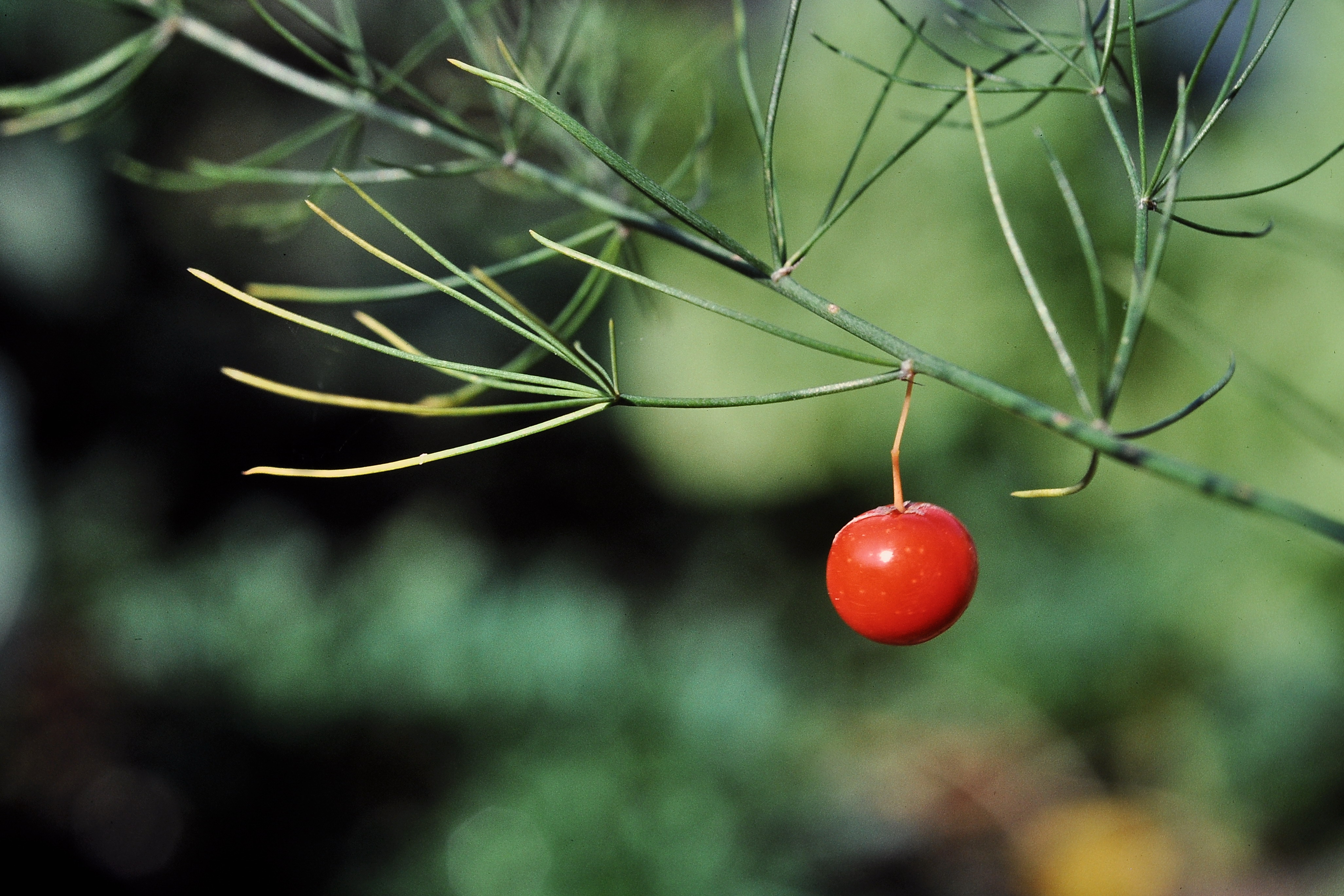
Frucht des Gemüsespargels (Asparagus officinalis)

### Vegetative Merkmale
Asparagus-Arten wachsen als ausdauernde krautige Pflanzen oder Halbsträucher. Sie bilden meist kurze Rhizome als Überdauerungsorgane. Die aufrechten oder oft kletternden Stängel sind verzweigt; in den Achseln der Stängel und Verzweigungen werden laubblattähnliche, grüne Sprossachsen, sogenannte Phyllokladien gebildet. Diese stehen selten einzeln, sondern meist in Büscheln und sind flach und dreikantig bis fast stielrund. Die angedrückt am Stängel angeordneten Blätter sind nicht grün, meist relativ klein, schuppenförmig und fleischig bis häutig; ihre Basis ist zu harten Dornen umgebildet.

### Generative Merkmale
Die Blüten stehen selten einzeln, meist zu mehreren in den Blattachseln oder manchmal in traubigen oder doldigen Blütenständen zusammen. Über jeweils einem häutigen Deckblatt steht ein gegliederter Blütenstiel.
Die relativ kleinen, dreizähligen Blüten sind meist zwittrig, seltener eingeschlechtig. Sind die Blüten eingeschlechtig, dann sind die Arten zweihäusig getrenntgeschlechtig (diözisch). Die sechs gleichgestaltigen, glockig bis fast kugelig zusammenstehenden Blütenhüllblätter sind frei oder manchmal an ihrer Basis verwachsen. Es sind zwei Kreise mit je drei Staubblättern vorhanden. Die Staubfäden sind meist mit den Blütenhüllblättern mehr oder weniger lang verwachsen. Drei Fruchtblätter sind zu einem oberständigen, dreikammerigen Fruchtknoten verwachsen. Jede Fruchtknotenkammer enthält einige Samenanlagen.
Die kugeligen Beeren enthalten einige oder häufig nur einen Samen. Die Beeren einiger Arten sind giftig.

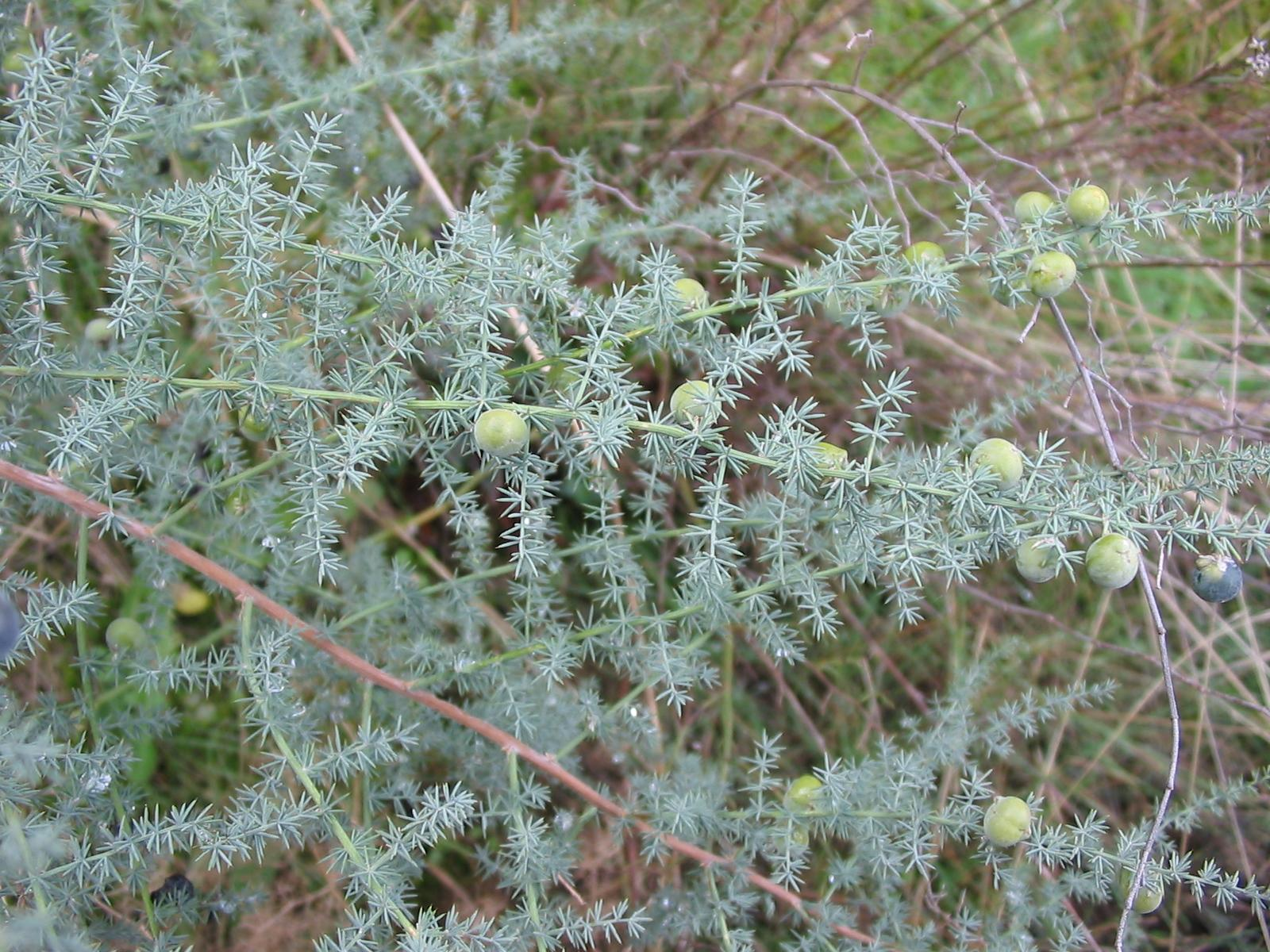
Spitzblättriger Spargel (Asparagus acutifolius)

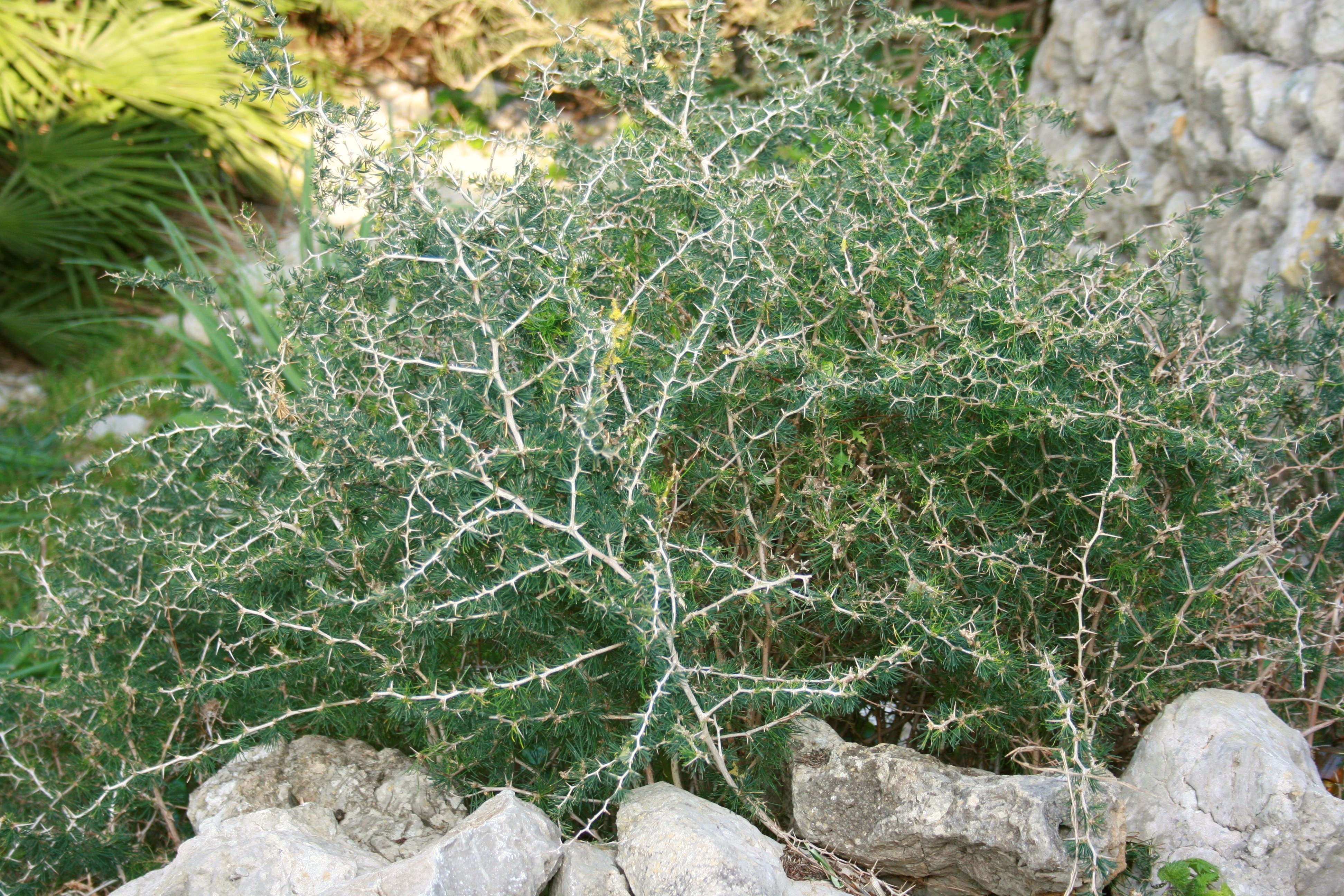
Habitus von Asparagus albus

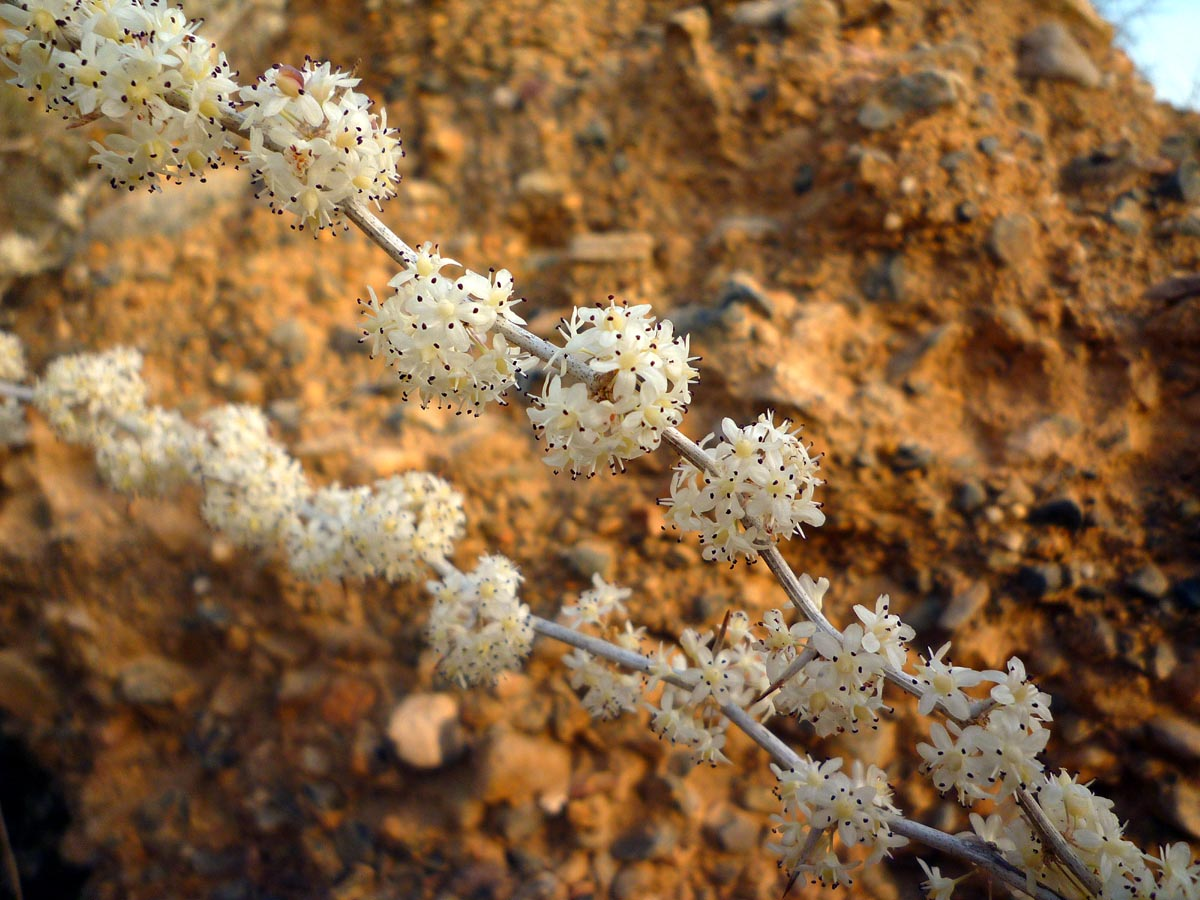
Asparagus albus

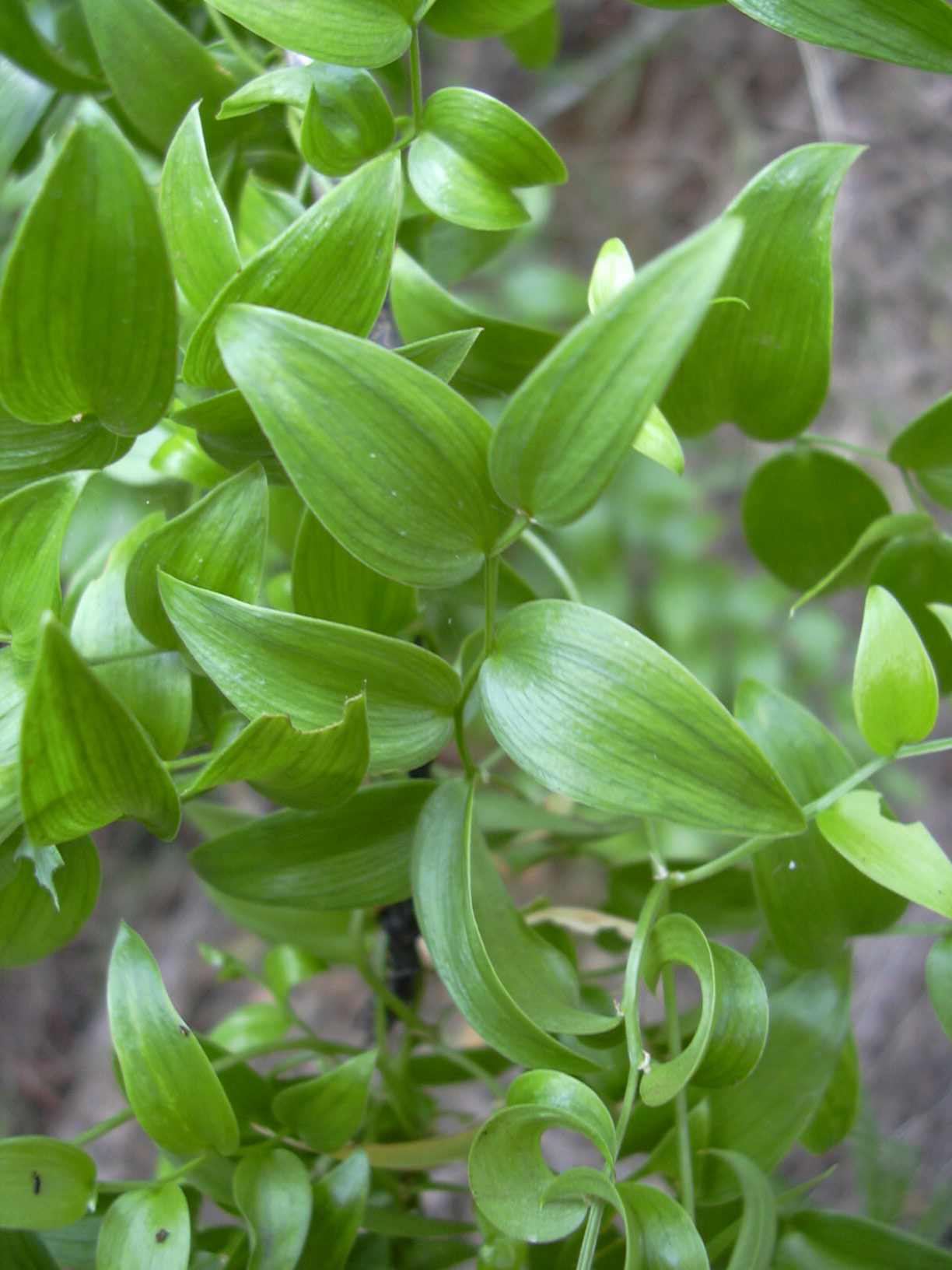
Habitus und Blätter des Stechwinden-Spargels (Asparagus asparagoides)

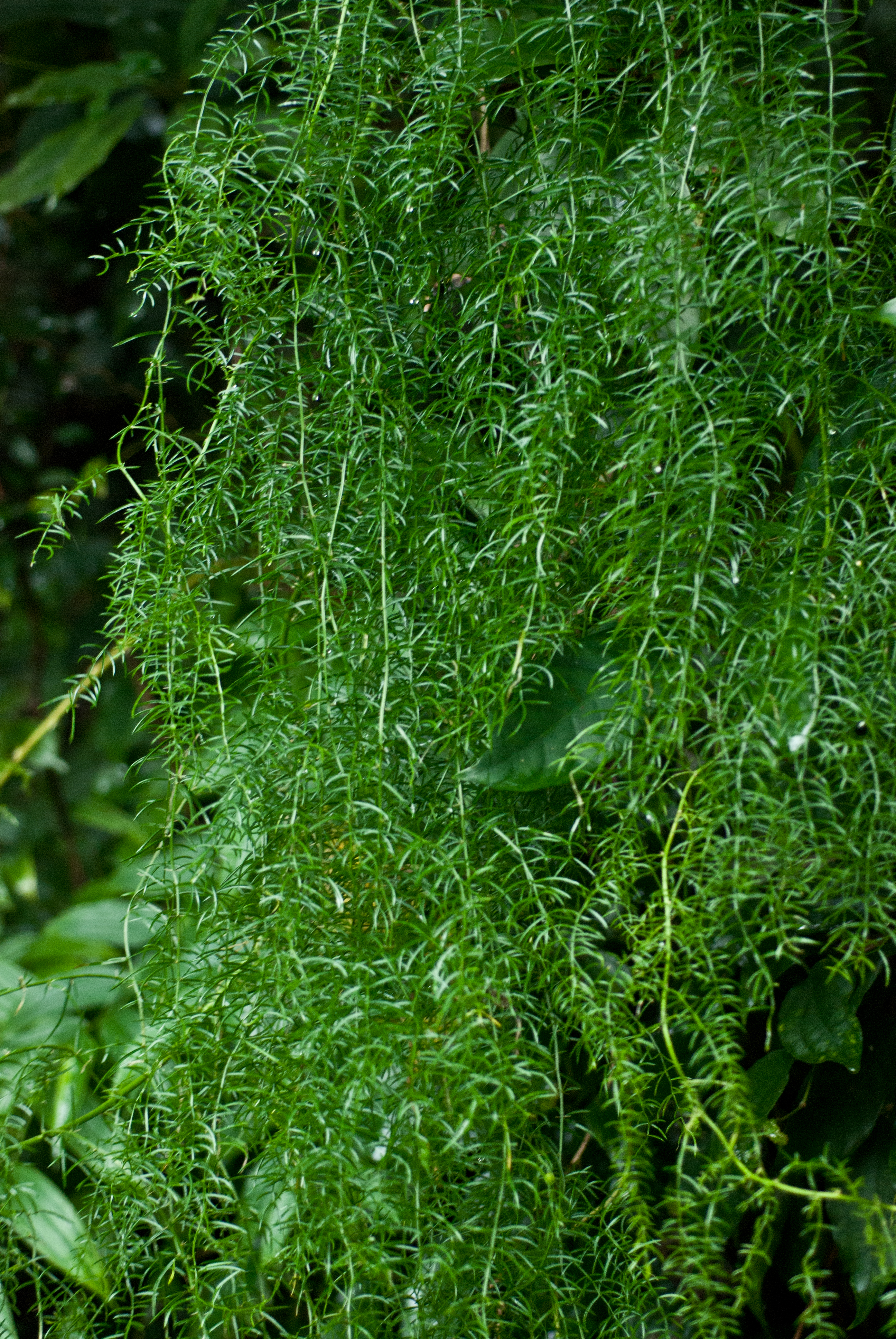
Habitus und Blätter des Chinesischen Spargels (Asparagus cochinchinensis)

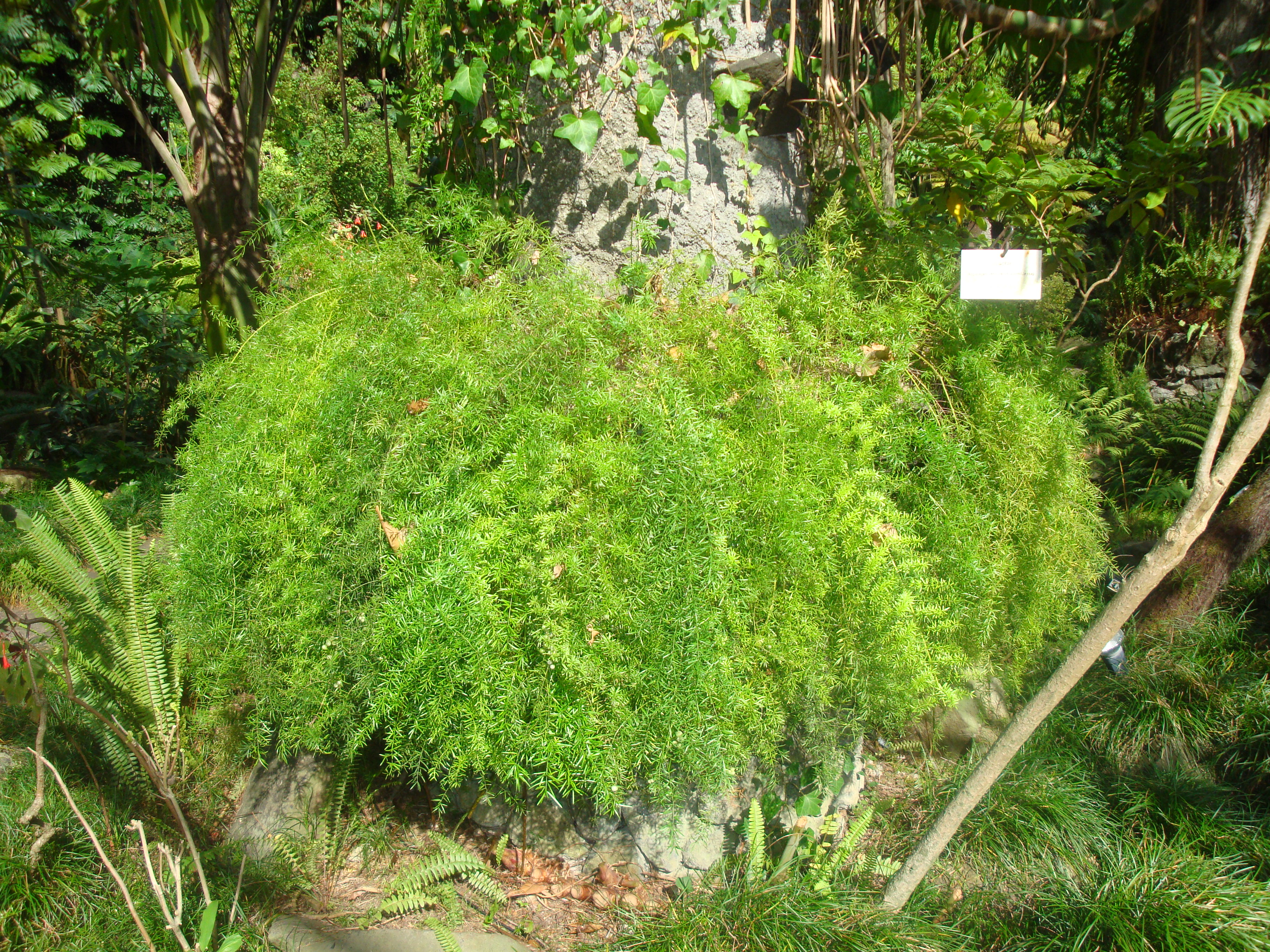
Habitus und Blätter von Sprengers Spargel (Asparagus densiflorus)

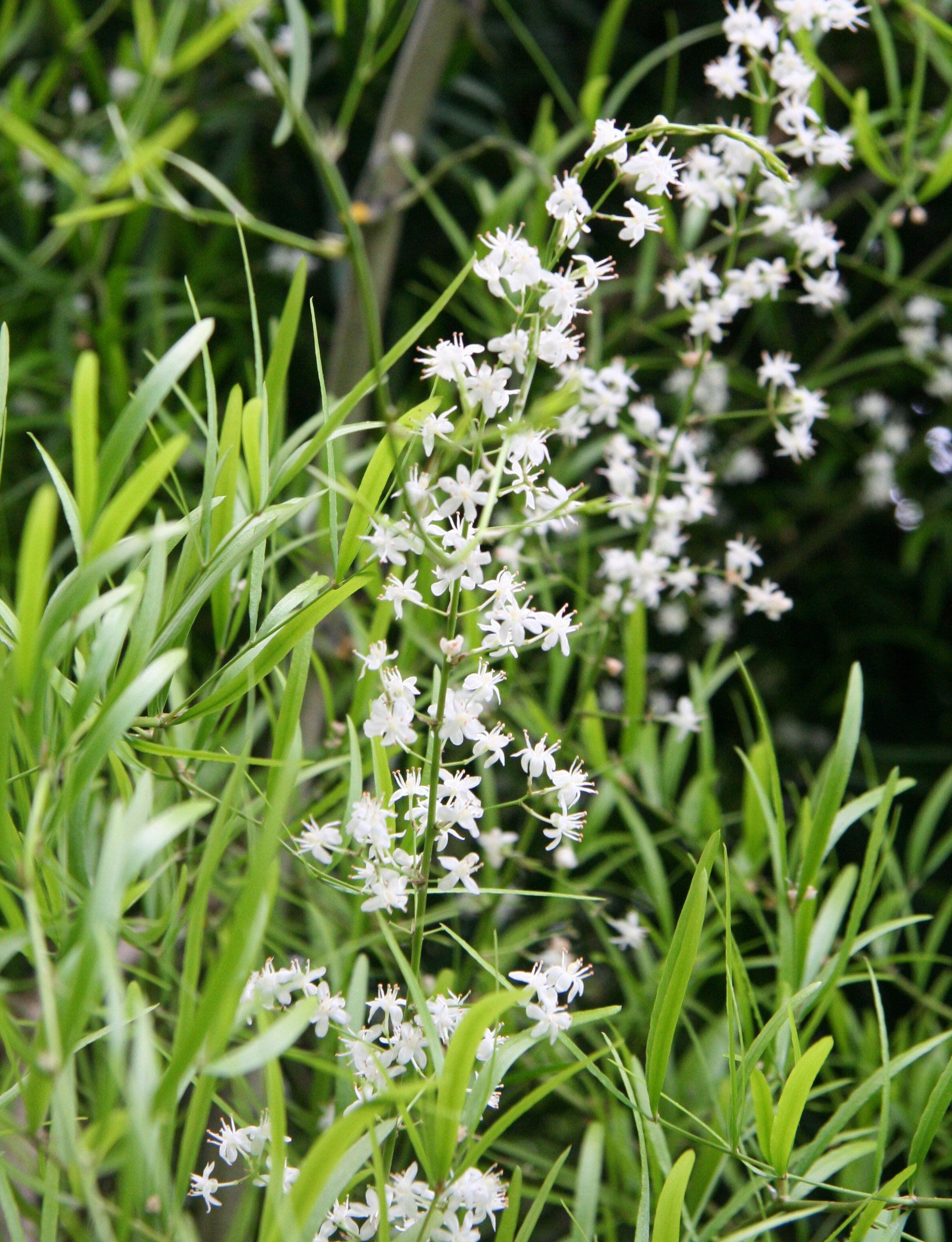
Blätter und Blüten des Sicheldorn-Spargels (Asparagus falcatus)

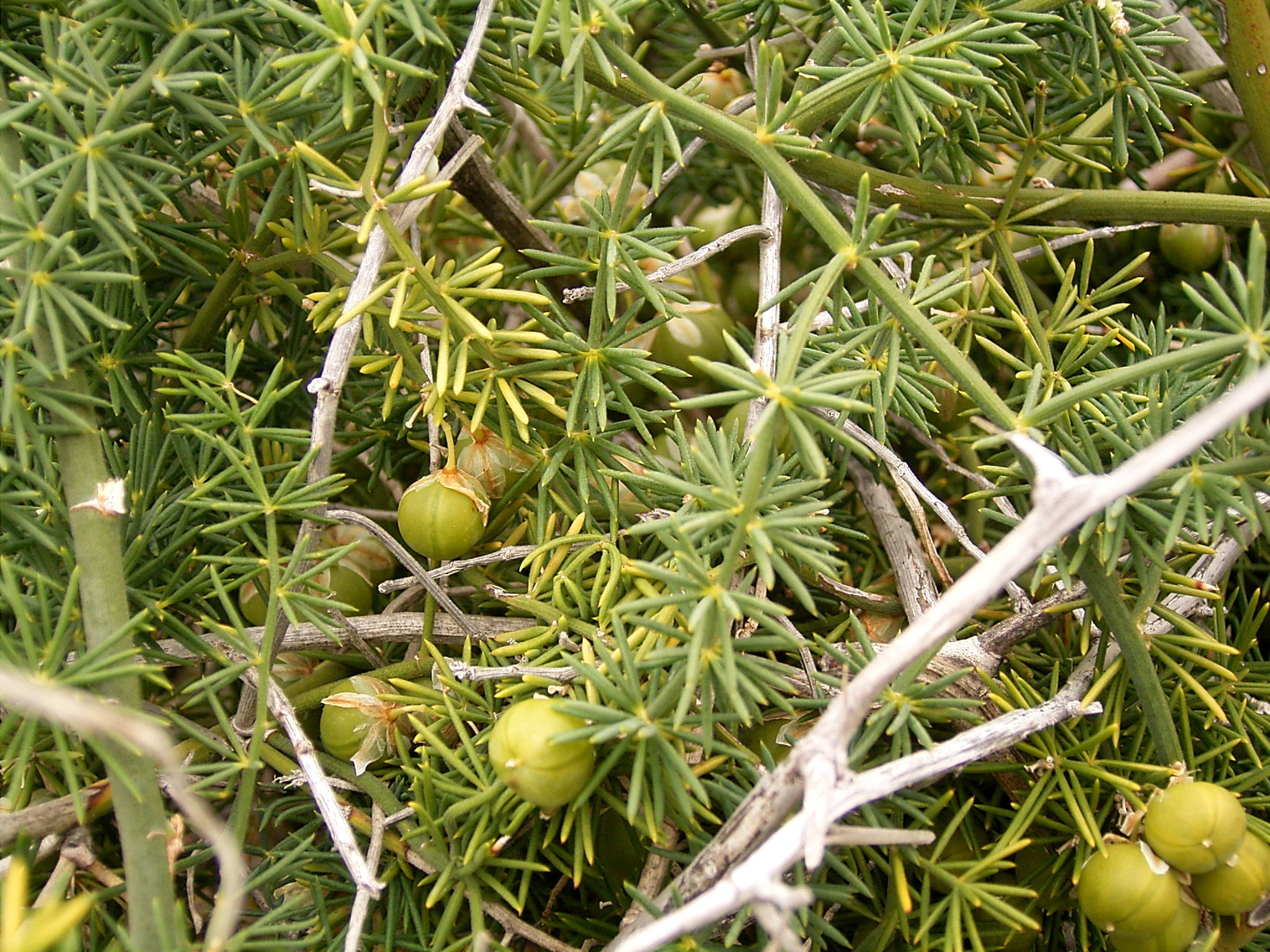
Blätter und Früchte von Asparagus fallax

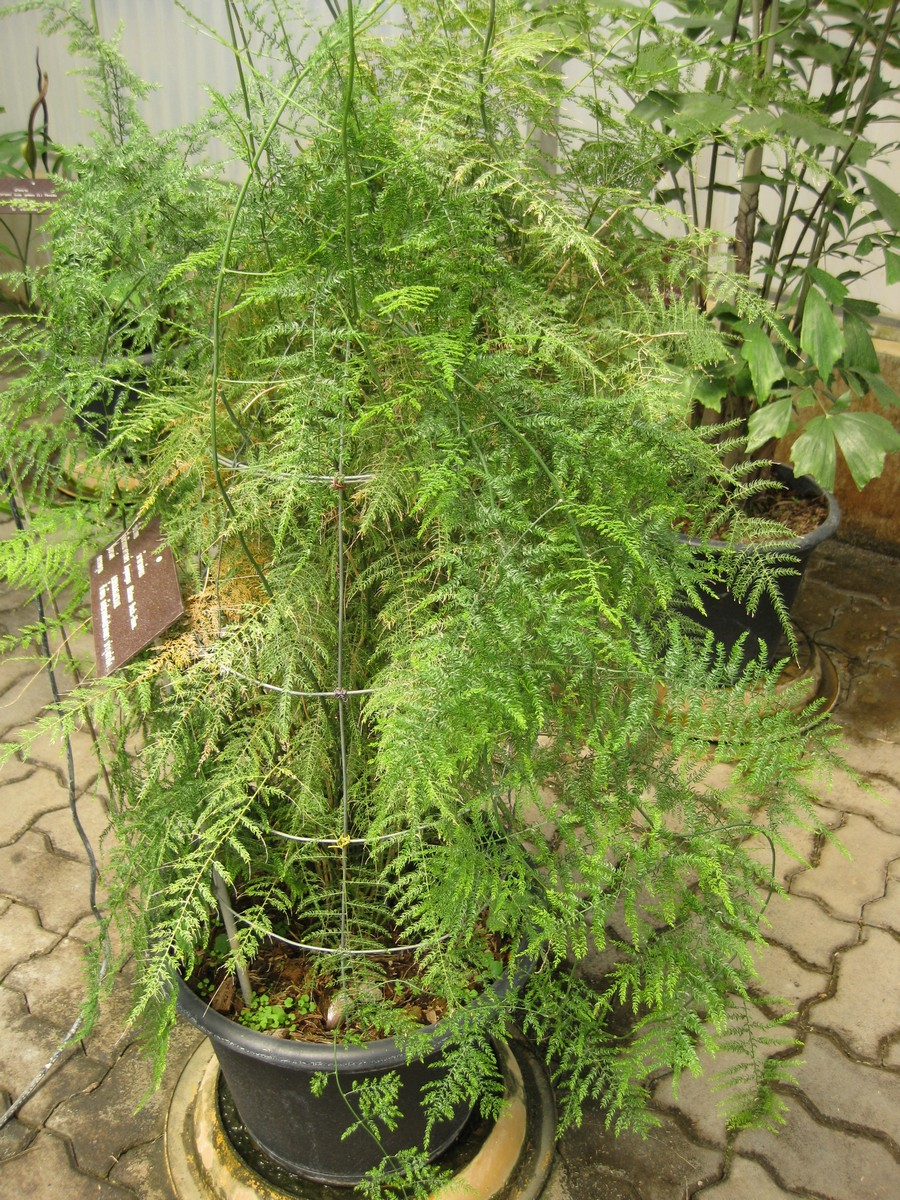
Habitus und Blätter des Farn-Spargels (Asparagus filicinus)

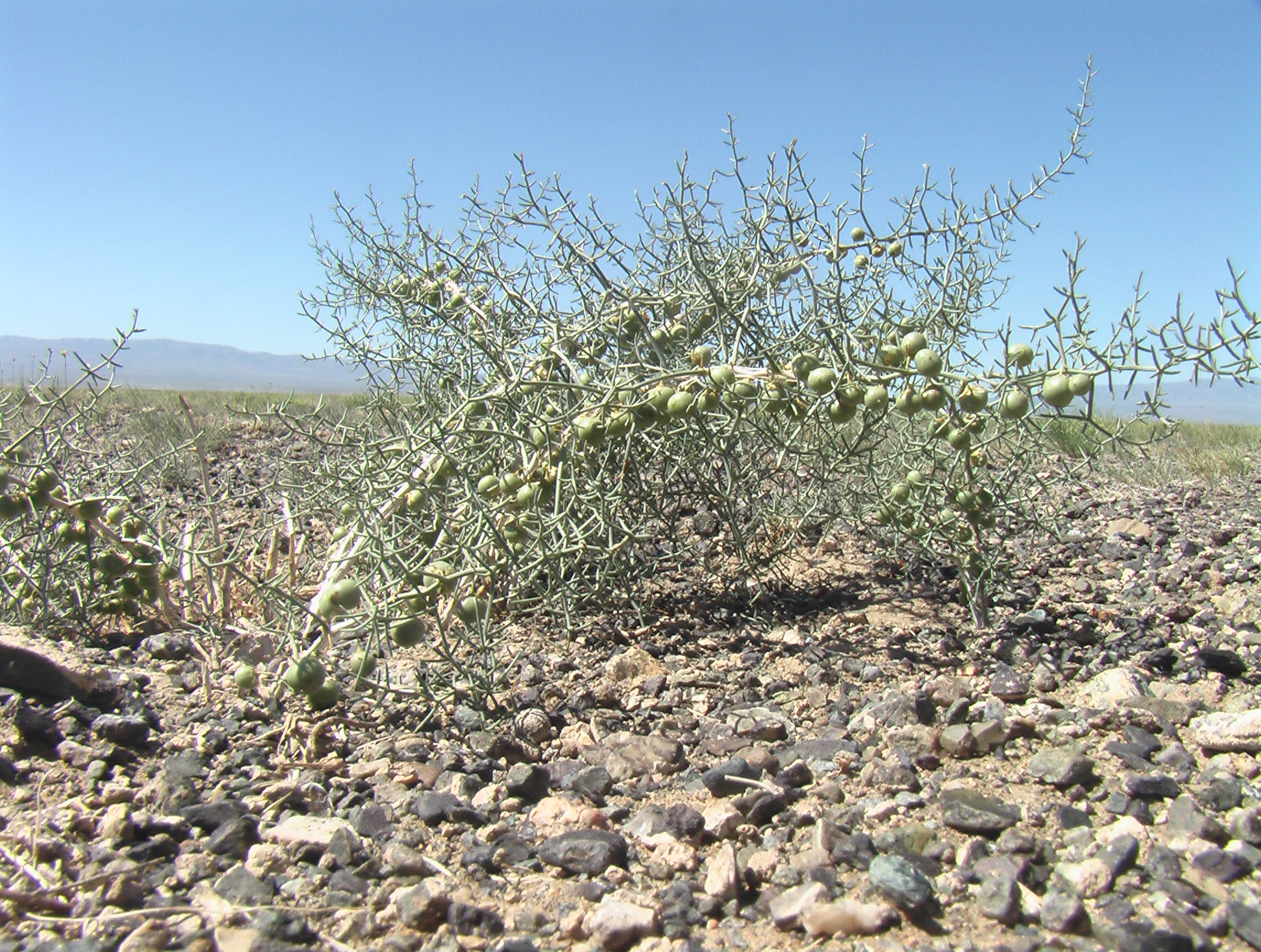
Habitus und Früchte von Asparagus gobicus am Naturstandort in Chandmani sum, Khovd aimag, in der westlichen Mongolei

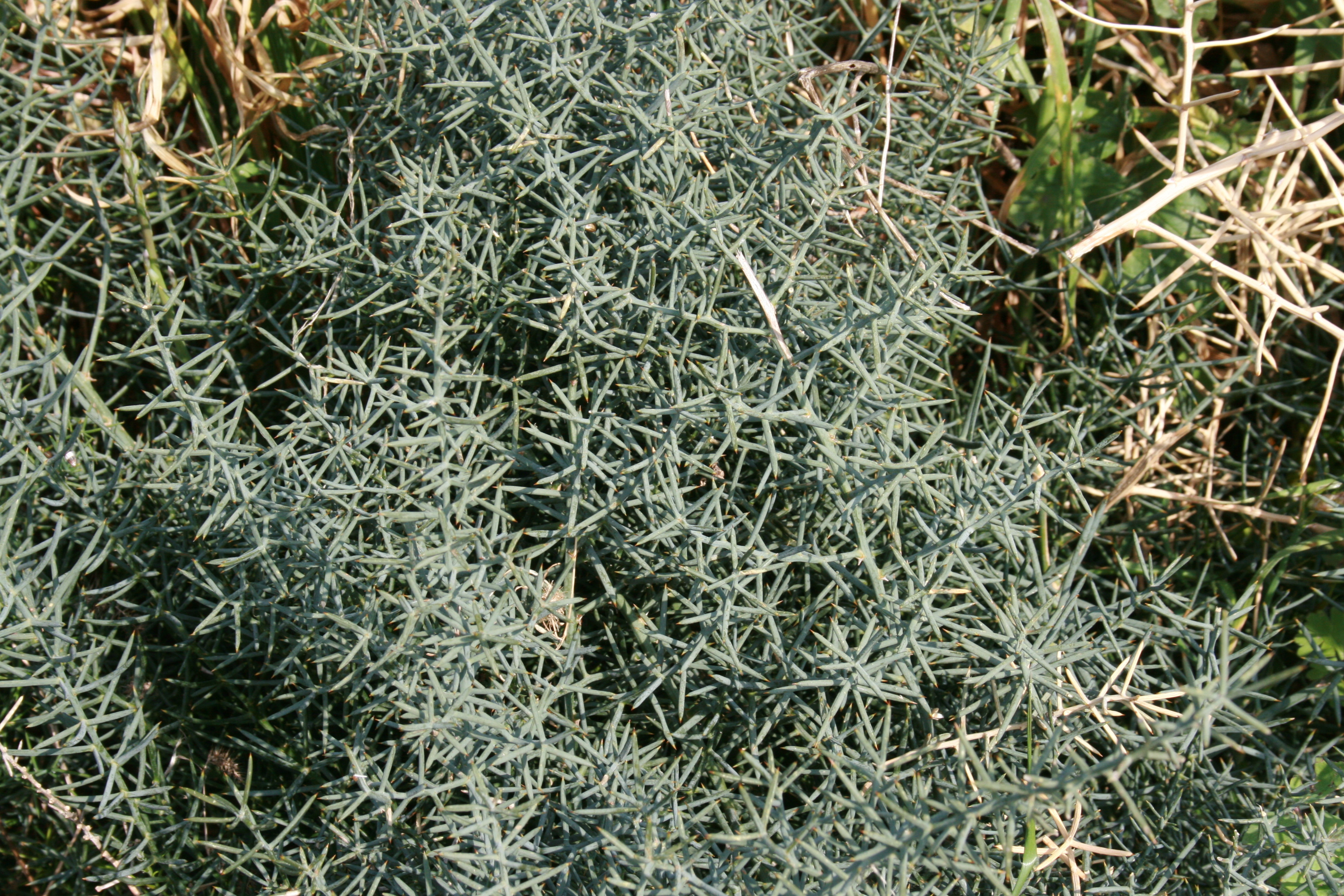
Habitus von Asparagus horridus

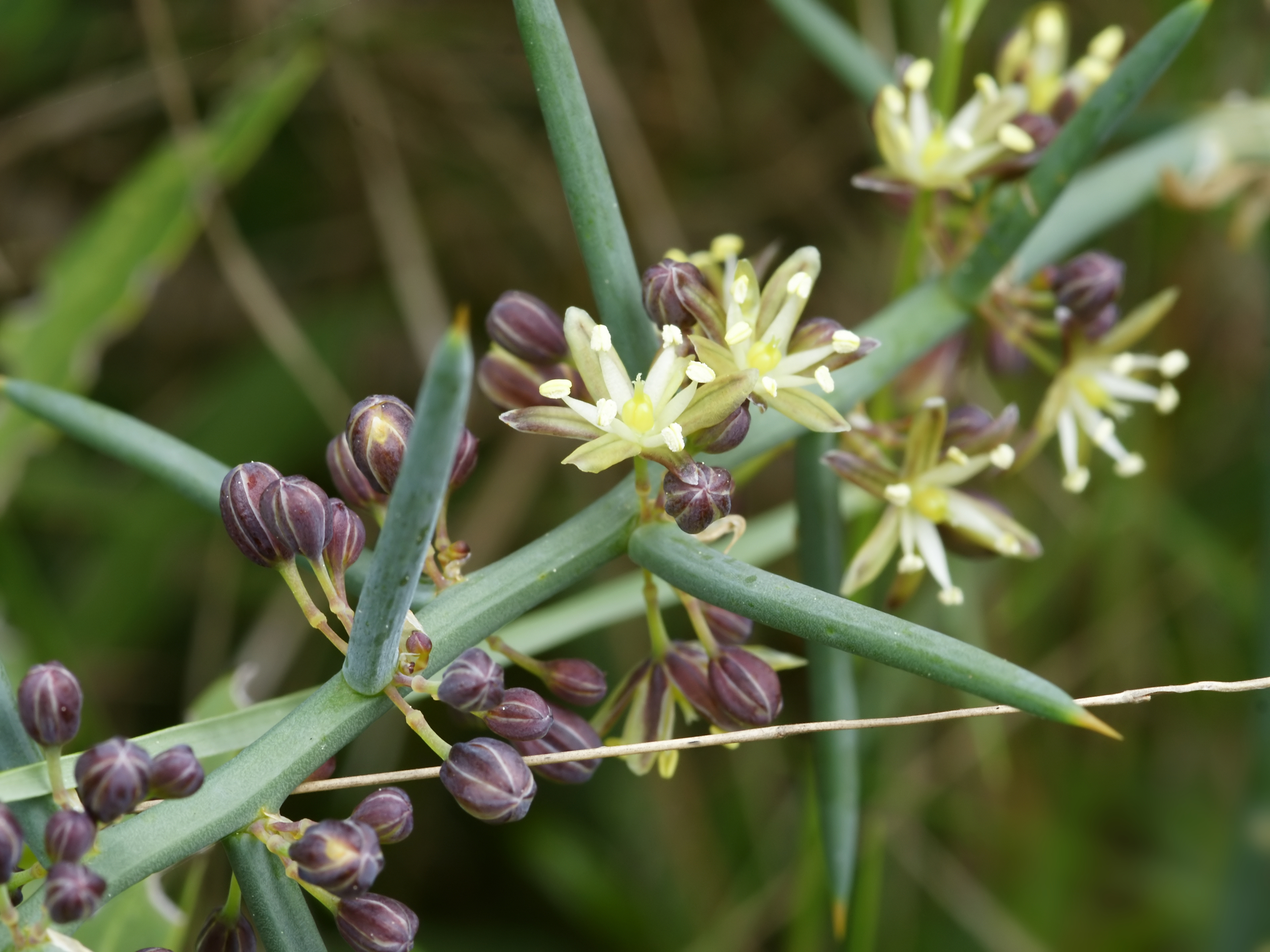
Sprossachse mit Blüten von Asparagus horridus

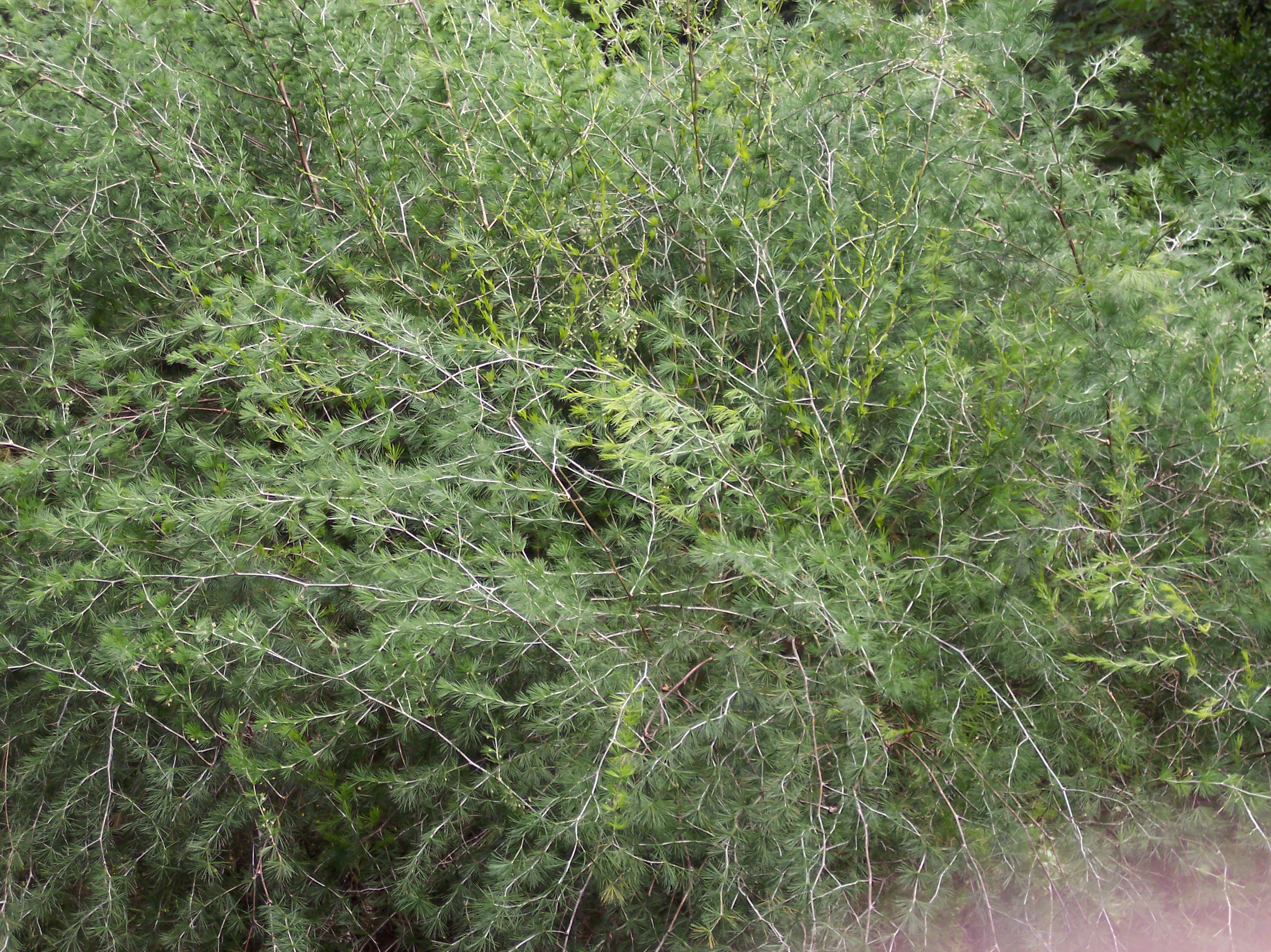
Habitus und Blätter von Asparagus laricinus

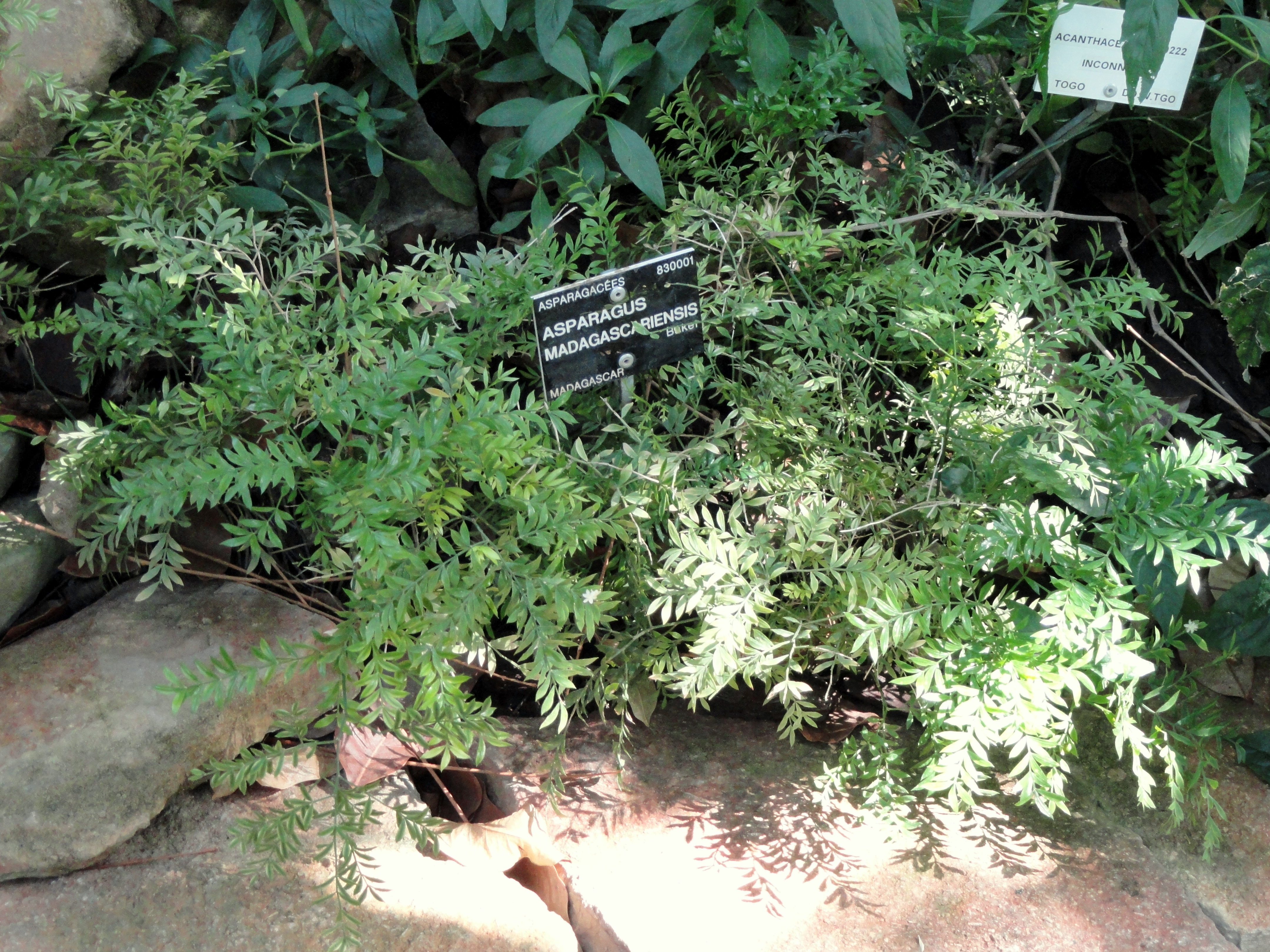
Habitus und Blätter von Asparagus madagascariensis

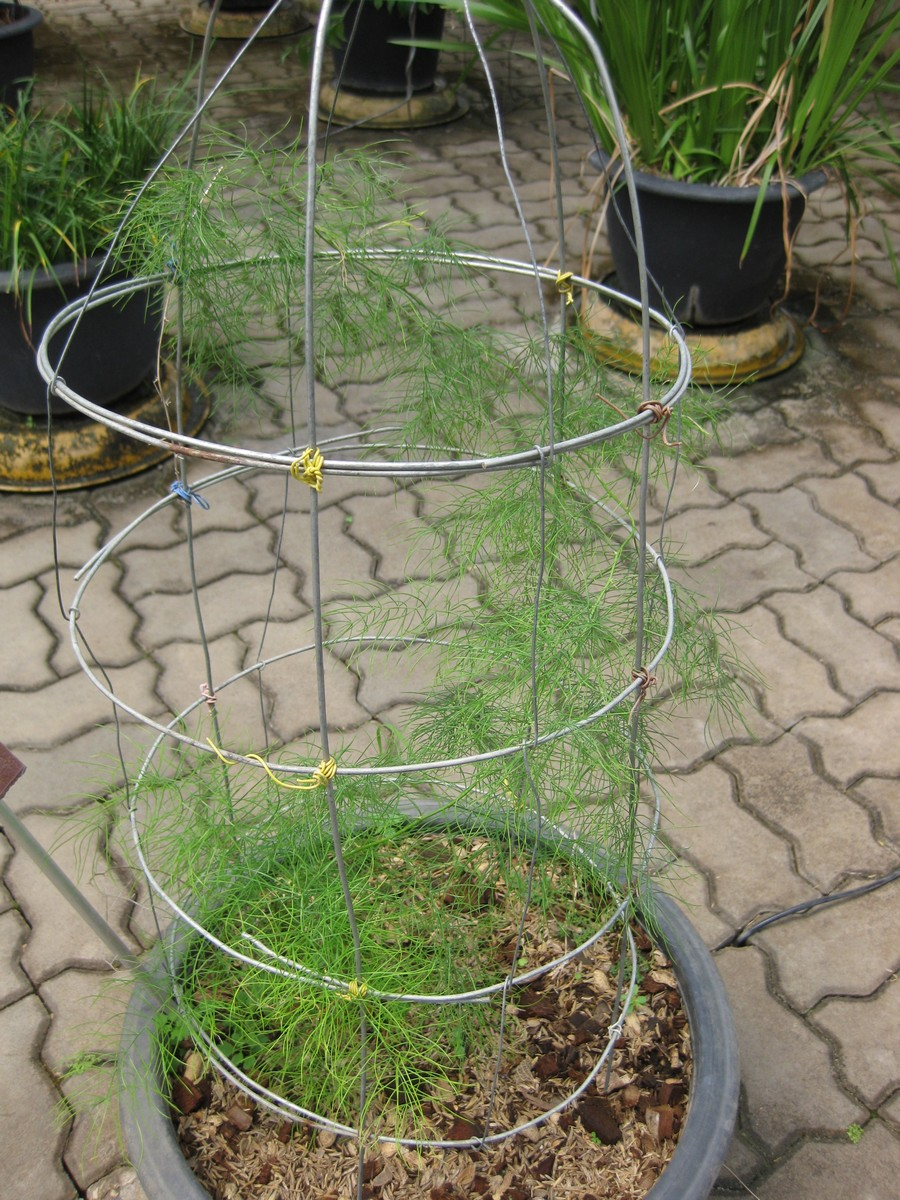
Habitus und Blätter von Asparagus racemosus

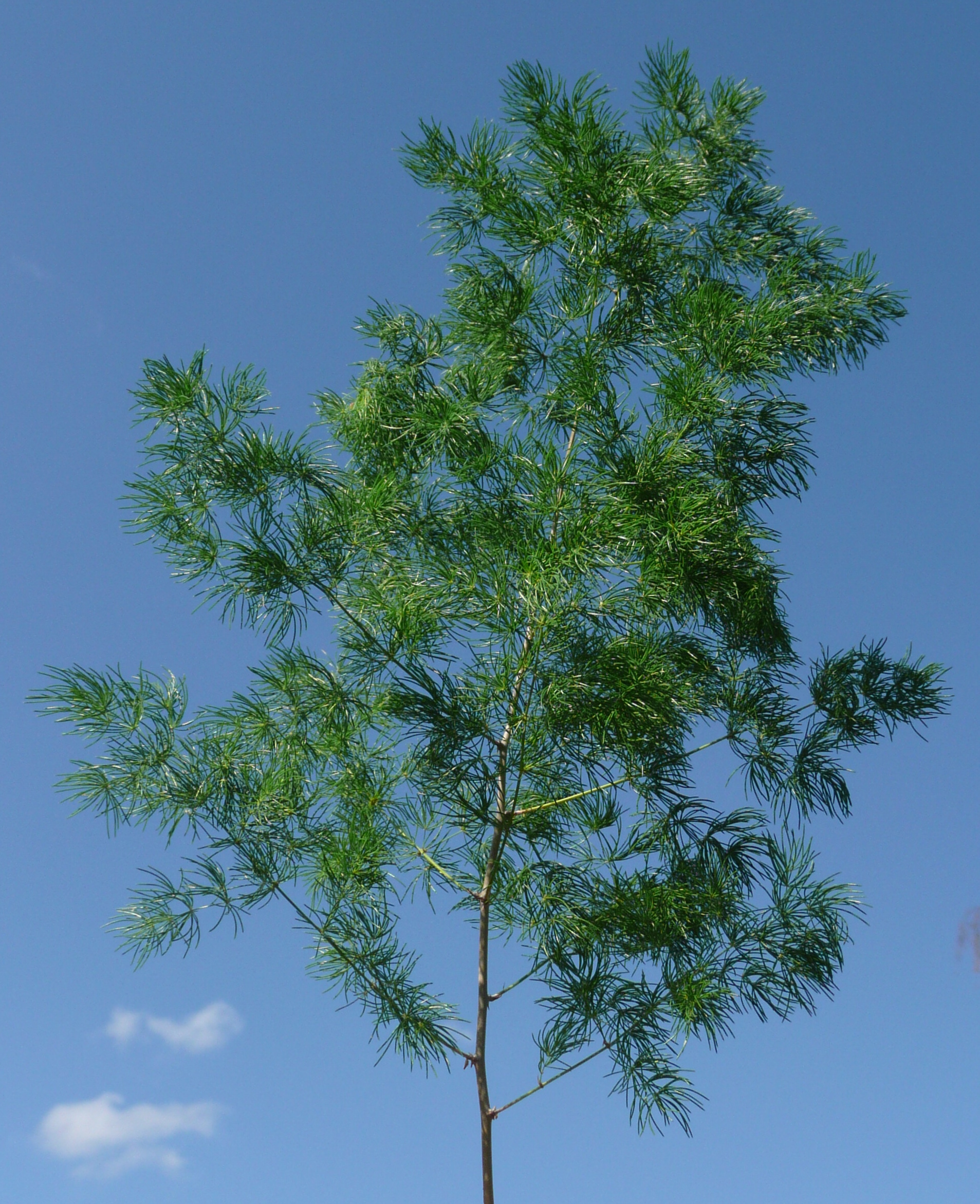
Habitus und Blätter von Asparagus retrofractus

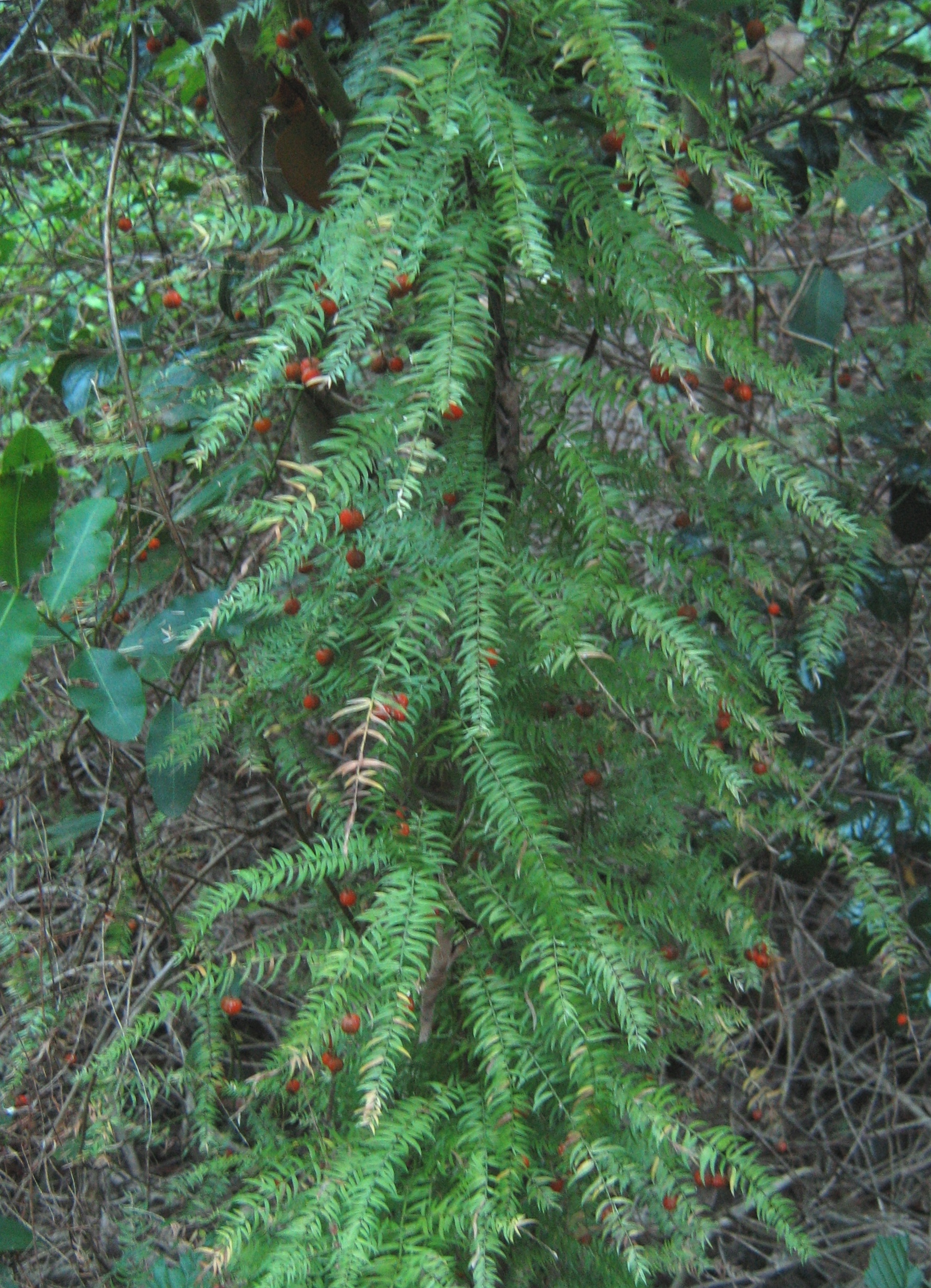
Habitus, Blätter und Früchte des Kletternder Spargels (Asparagus scandens)

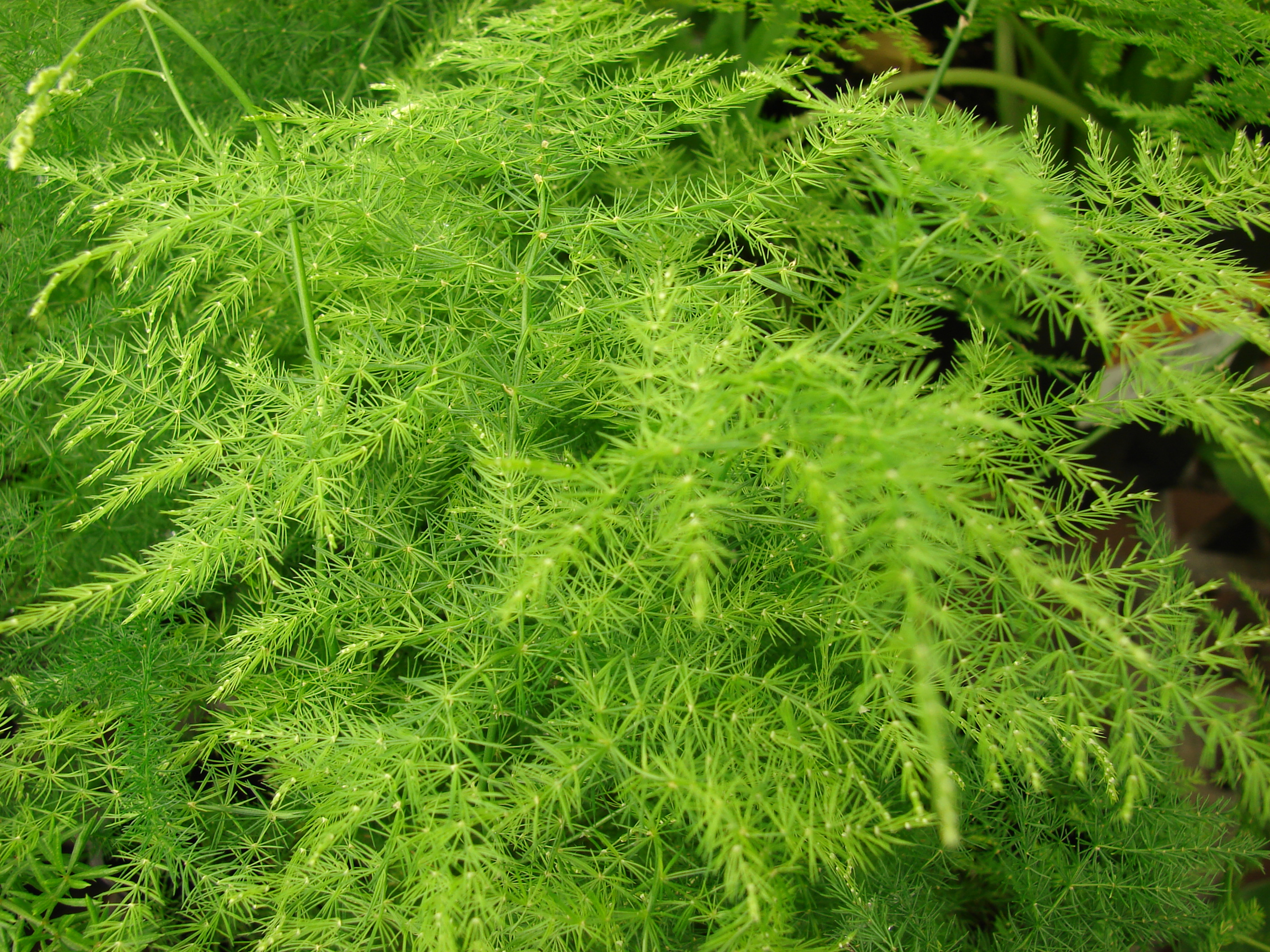
Habitus und Blätter des Feder-Spargels (Asparagus setaceus)

Asparagus umbellatus

## Verbreitung
Die Gattung Asparagus besitzt ein weites Verbreitungsgebiet in Eurasien und Afrika. Spargelpflanzen gedeihen von gemäßigten bis tropischen Gebieten. Das Zentrum der Artenvielfalt liegt an der Südspitze Afrikas im Florenreich der Capensis. In China kommen etwa 31 Arten, davon 15 nur dort vor, etwa 15 Arten davon kommen in Europa vor.
Mehrere Arten werden in Australien als invasive Neophyten bewertet. Dazu bekannt sind: Asparagus aethiopicus, Asparagus africanus, Asparagus asparagoides, Asparagus declinatus, Asparagus plumosus, Asparagus scandens.

## Systematik
Die Gattung Asparagus gehört zur Unterfamilie Asparagoideae innerhalb der Familie der Asparagaceae.
Die Gattung Asparagus wurde 1753 durch Carl von Linné in Species Plantarum, Tomus I, Seite 313 aufgestellt. Der Gemüsespargel (Asparagus officinalis) wurde 1978 als Lectotypus von Marais & Coode in Liliacees, in Fl. Mascareignes, 183, S. 8 festgelegt. Synonyme für Asparagus L. sind: Asparagopsis (Kunth) Kunth, Elachanthera F.Muell. Ob die Arten der Gattungen Myrsiphyllum Willd. und Protasparagus Oberm. in die Gattung Asparagus eingegliedert sind, wird diskutiert, auch dies führt zu der großen Schwankung der Artenzahlen in der Literatur.
Unter Einbeziehung der Gattungen Myrsiphyllum Willd. und Protasparagus Oberm. umfasst die Gattung Asparagus L. je nach Autor 160 bis 300 Arten (Auswahl):
- Asparagus acicularis F.T.Wang & S.C.Chen
- Asparagus acocksii Jessop
- Spitzblättriger Spargel[7] (Asparagus acutifolius L.)
- Asparagus adscendens Roxb.
- Asparagus aethiopicus L.
- Asparagus africanus Lam.: Mit den Varietäten:
  - Asparagus africanus var. africanus
  - Asparagus africanus var. puberulus (Baker) Sebsebe
- Asparagus aggregatus (Oberm.) Fellingham & N.L.Mey.
- Asparagus albus L.
- Asparagus alopecurus (Oberm.) Malcomber & Sebsebe
- Asparagus altiscandens Engl. & Gilg
- Asparagus altissimus Munby
- Asparagus angulofractus Iljin
- Asparagus angusticladus (Jessop) J.-P.Lebrun & Stork
- Asparagus aphyllus L.: Mit den Unterarten:
  - Asparagus aphyllus L. subsp. aphyllus
  - Asparagus aphyllus subsp. orientalis (Baker) P.H.Davis
- Asparagus arborescens Willd. ex Schult. & Schult. f.
- Asparagus aridicola Sebsebe
- Asparagus asiaticus L.
- Stechwinden-Spargel (Asparagus asparagoides (L.) Druce)
- Asparagus aspergillus Jessop
- Asparagus baumii Engl. & Gilg.
- Asparagus bayeri (Oberm.) Fellingham & N.L.Mey.
- Asparagus benguellensis Baker
- Asparagus bequaertii De Wild.
- Asparagus biflorus (Oberm.) Fellingham & N.L.Mey.
- Asparagus botschantzevii Vlassova
- Asparagus botswanicus Sebsebe
- Asparagus brachiatus Thulin
- Asparagus brachyphyllus Turcz.
- Asparagus breslerianus Schult. & Schult. f.
- Asparagus buchananii Baker
- Asparagus bucharicus Iljin
- Asparagus burchellii Baker
- Asparagus burjaticus Peschkova
- Asparagus calcicola H.Perrier
- Asparagus capensis L.: Mit den Varietäten:
  - Asparagus capensis L. var. capensis
  - Asparagus capensis var. litoralis Suess. & Karling
- Asparagus capitatus Baker: Mit den Unterarten:
  - Asparagus capitatus Baker subsp. capitatus
  - Asparagus capitatus subsp. gracilis Browicz
- Asparagus chimanimanensis Sebsebe
- Asparagus clareae (Oberm.) Fellingham & N.L.Mey.
- Chinesischer Spargel[7] (Asparagus cochinchinensis (Lour.) Merr.)
- Asparagus coddii (Oberm.) Fellingham & N.L.Mey.
- Asparagus concinnus (Baker) Kies
- Asparagus confertus K.Krause
- Asparagus coodei P.H.Davis
- Asparagus crassicladus Jessop
- Asparagus curillus Buch.-Ham. ex Roxb.
- Asparagus dauricus Fisch. ex Link
- Krauser Spargel[7] (Asparagus declinatus L.)
- Asparagus deflexus Baker
- Zier-Spargel (Asparagus densiflorus (Kunth) Jessop)
- Asparagus denudatus (Kunth) Baker: Mit den Unterarten:
  - Asparagus denudatus (Kunth) Baker subsp. denudatus
  - Asparagus denudatus subsp. nudicaulis (Baker) Sebsebe
- Asparagus devenishii (Oberm.) Fellingham & N.L.Mey.
- Asparagus divaricatus (Oberm.) Fellingham & N.L.Mey.
- Asparagus drepanophyllus Welw. ex Baker
- Asparagus duchesnei L.Linden
- Asparagus dumosus Baker
- Asparagus edulis (Oberm.) J.-P.Lebrun & Stork
- Asparagus elephantinus S.M.Burrows
- Asparagus equisetoides Welw. ex Baker
- Asparagus exsertus (Oberm.) Fellingham & N.L.Mey.
- Asparagus exuvialis Burch.
- Sicheldorn-Spargel[7] (Asparagus falcatus L.)
- Asparagus fallax Svent.
- Asparagus fasciculatus Thunb.
- Asparagus faulkneri Sebsebe
- Asparagus ferganensis Vved.
- Farn-Spargel (Asparagus filicinus Buch.-Ham. ex D.Don)
- Asparagus filicladus (Oberm.) Fellingham & N.L.Mey.
- Asparagus filifolius Bertol.
- Asparagus flagellaris (Kunth) Baker
- Asparagus flavicaulis (Oberm.) Fellingham & N.L.Mey.: Mit den Unterarten:
  - Asparagus flavicaulis subsp. flavicaulis
  - Asparagus flavicaulis subsp. setulosus (Oberm.) Fellingham & N.L.Mey.
- Asparagus fouriei (Oberm.) Fellingham & N.L.Mey.
- Asparagus fractiflexus (Oberm.) Fellingham & N.L.Mey.
- Asparagus fysonii J.F.Macbr.
- Asparagus gharoensis Blatt.
- Asparagus glaucus Kies
- Asparagus gobicus N.A.Ivanova ex Grubov
- Asparagus gonoclados Baker
- Asparagus graniticus (Oberm.) Fellingham & N.L.Mey.
- Asparagus greveanus H.Perrier
- Asparagus griffithii Baker
- Asparagus gypsaceus Vved.
- Asparagus hajrae Kamble
- Asparagus hirsutus S.M.Burrows
- Asparagus homblei De Wild.
- Asparagus horridus L.
- Asparagus humilis Engl.
- Asparagus inderiensis Blume ex Ledeb.
- Asparagus intricatus (Oberm.) Fellingham & N.L.Mey.
- Asparagus juniperoides Engl.
- Asparagus kaessneri De Wild.
- Asparagus kansuensis F.T.Wang & Tang ex S.C.Chen
- Asparagus karthikeyanii (Kamble) M.R.Almeida
- Asparagus katangensis De Wild. & T.Durand
- Asparagus khorasanensis Hamdi & Assadi
- Asparagus kiusianus Makino
- Asparagus kraussianus (Kunth) J.F.Macbr.
- Asparagus krebsianus (Kunth) Jessop
- Asparagus laevissimus Steud. ex Baker
- Asparagus laricinus Burch.
- Asparagus lecardii De Wild.
- Asparagus ledebourii Miscz.
- Asparagus leptocladodius Chiov.
- Asparagus lignosus Burm.f.
- Asparagus longicladus N.E.Br.
- Asparagus longiflorus Franch.
- Asparagus longipes Baker
- Asparagus lycaonicus P.H.Davis
- Asparagus lycicus P.H.Davis
- Asparagus lycopodineus (Baker) F.T.Wang & Tang
- Asparagus lynetteae (Oberm.) Fellingham & N.L.Mey.
- Asparagus macowanii Baker
- Asparagus macrorrhizus Pedrol, J.J.Regalado & López Encina
- Asparagus madecassus H.Perrier: Mit den Varietäten:
  - Asparagus madecassus H.Perrier var. madecassus
  - Asparagus madecassus var. montanus H.Perrier
- Asparagus mahafalensis H.Perrier
- Asparagus mairei H.Lév.
- Asparagus mariae (Oberm.) Fellingham & N.L.Mey.
- Asparagus maritimus (L.) Mill.
- Asparagus meioclados H.Lév.
- Asparagus merkeri K.Krause
- Asparagus microraphis (Kunth) Baker
- Asparagus migeodii Sebsebe
- Asparagus minutiflorus (Kunth) Baker
- Asparagus mollis (Oberm.) Fellingham & N.L.Mey.
- Asparagus monophyllus Baker
- Asparagus mozambicus Kunth
- Asparagus mucronatus Jessop
- Asparagus multituberosus R.A.Dyer
- Asparagus munitus F.T.Wang & S.C.Chen
- Asparagus myriacanthus F.T.Wang & S.C.Chen
- Asparagus natalensis (Baker) J.-P.Lebrun & Stork
- Asparagus neglectus Kar. & Kir.
- Asparagus nelsii Schinz
- Asparagus nesiotes Svent.: Mit den Unterarten:
  - Asparagus nesiotes Svent. subsp. nesiotes
  - Asparagus nesiotes subsp. purpureiensis Marrero Rodr. & A.Ramos
- Asparagus nodulosus (Oberm.) J.-P.Lebrun & Stork
- Gemüsespargel[7] (Asparagus officinalis L.)
- Asparagus oligoclonos Maxim.
- Asparagus oliveri (Oberm.) Fellingham & N.L.Mey.
- Asparagus ovatus T.M.Salter
- Asparagus oxyacanthus Baker
- Asparagus pachyrrhizus N.A.Ivanova ex N.V.Vlassova
- Asparagus palaestinus Baker
- Asparagus pallasii Miscz.
- Asparagus pastorianus Webb & Berthel.
- Asparagus pearsonii Kies
- Asparagus pendulus (Oberm.) J.-P.Lebrun & Stork
- Asparagus penicillatus H.Hara
- Asparagus persicus Baker
- Asparagus petersianus Kunth
- Asparagus plocamoides Webb ex Svent.
- Asparagus poissonii H.Perrier
- Asparagus prostratus Dumort.
- Asparagus przewalskyi N.A.Ivanova ex Grubov & T.V.Egorova
- Rauer Spargel (Asparagus pseudoscaber Grecescu)
- Asparagus psilurus Welw. ex Baker
- Asparagus punjabensis J.L.Stewart
- Asparagus pygmaeus Makino
- Asparagus racemosus Willd.
- Asparagus radiatus Sebsebe
- Asparagus ramosissimus Baker
- Asparagus recurvispinus (Oberm.) Fellingham & N.L.Mey.
- Asparagus retrofractus L.
- Asparagus richardsiae Sebsebe
- Asparagus rigidus Jessop
- Asparagus ritschardii De Wild.
- Asparagus rogersii R.E.Fr.
- Asparagus rubicundus P.J.Bergius
- Asparagus rubricaulis (Kunth) Baker
- Asparagus sapinii De Wild.
- Asparagus sarmentosus L.
- Asparagus saundersiae Baker
- Asparagus scaberulus A.Rich.
- Kletternder Spargel (Asparagus scandens Thunb.)
- Asparagus schoberioides Kunth
- Asparagus schroederi Engl.
- Asparagus schumanianus Schltr. ex H.Perrier
- Asparagus scoparius Lowe
- Asparagus sekukuniensis (Oberm.) Fellingham & N.L.Mey.
- Feder-Spargel (Asparagus setaceus (Kunth) Jessop)
- Asparagus sichuanicus S.C.Chen & D.Q.Liu
- Asparagus simulans Baker
- Asparagus spinescens Steud. ex Schult. & Schult. f.
- Asparagus squarrosus J.A.Schmidt
- Asparagus stachyphyllus H.Lév. & Vaniot
- Asparagus stellatus Baker
- Asparagus stipulaceus Lam.
- Asparagus striatus (L.f.) Thunb.
- Asparagus suaveolens Burch.
- Asparagus subfalcatus De Wild.
- Asparagus subscandens F.T.Wang & S.C.Chen
- Asparagus subulatus Thunb.
- Asparagus sylvicola S.M.Burrows
- Asparagus taliensis F.T.Wang & Tang ex S.C.Chen
- Asparagus tamariscinus N.A.Ivanova ex Grubov
- Zartblättriger Spargel (Asparagus tenuifolius Lam.)
- Asparagus tibeticus F.T.Wang & S.C.Chen
- Asparagus touranensis Hamdi & Assadi
- Asparagus transvaalensis (Oberm.) Fellingham & N.L.Mey.
- Asparagus trichoclados (F.T.Wang & Tang) F.T.Wang & S.C.Chen
- Asparagus trichophyllus Bunge
- Asparagus turkestanicus Popov
- Asparagus uhligii K.Krause
- Asparagus umbellatus Link: Mit den Unterarten:
  - Asparagus umbellatus var. flavescens Svent.
  - Asparagus umbellatus subsp. lowei (Kunth) Valdés
  - Asparagus umbellatus Link subsp. umbellatus
- Asparagus umbellulatus Bresler
- Asparagus undulatus (L. f.) Thunb.
- Asparagus usambarensis Sebsebe
- Asparagus vaginellatus Bojer ex Baker
- Wirtel-Spargel (Asparagus verticillatus L.)
- Asparagus virgatus Baker
- Asparagus volubilis (L. f.) Thunb.
- Asparagus vvedenskyi Botsch.
- Asparagus warneckei (Engl.) Hutch.
- Asparagus yanbianensis S.C.Chen
- Asparagus yanyuanensis S.C.Chen

## Nutzung und Eigenschaften
Die frisch austreibenden Stängel des Gemüsespargels (Asparagus officinalis) sind ein geschätztes Gemüse. Einige Arten und Kulturformen werden in Gärten, auf Balkonen und in Räumen als Zierpflanzen verwendet.

## Belege

## Weitere Literatur
- Tatsuya Fukuda, Hiroki Ashizawa, Ryoko Suzuki, Toshinori Ochiai, Toru Nakamura, Akira Kanno, Toshiaki Kameya, Jun Yokoyama: Molecular phylogeny of the genus Asparagus (Asparagaceae) inferred from plastid petB intron and petD–rpoA intergenic spacer sequences. In: Plant Species Biology. Band 20, Nummer 2, 2005, S. 121–132 (doi:10.1111/j.1442-1984.2005.00131.x).
- Tatsuya Fukuda, In-ja Song, Takuro Ito, Hiroshi Hayakawa, Yukio Minamiya, Ryo Arakawa, Akira Ryo, Jun Yokoyama: Comparing with Phylogenetic Trees Inferred from cpDNA, ITS Sequences and RAPD Analysis in the Genus Asparagus (Asparagaceae). In: Environment Control in Biology, Band 50, Nummer 1, 2012, S. 13–18 (doi:10.2525/ecb.50.13).
- Maria F. Norup, Gitte Petersen, Sandie Burrows, Yanis Bouchenak-Khelladi, Jim Leebens-Mack, J. Chris Pires, H. Peter Linder, Ole Seberg: Evolution of Asparagus L. (Asparagaceae): Out-of-South-Africa and multiple origins of sexual dimorphism. In: Molecular Phylogenetics and Evolution, Volume 92, November 2015, S. 25–44. doi:10.1016/j.ympev.2015.06.002
- Kenza Boubetra, Nabila Amirouche, Rachid Amirouche: Comparative morphological and cytogenetic study of five Asparagus (Asparagaceae) species from Algeria including the endemic A. altissimus Munby. In: Turkish Journal of Botany, Volume 41, Issue 6, Januar 2017, S. 588–599. doi:10.3906/bot-1612-63
- Shosei Kubota, Itaru Konno, Akira Kanno: Molecular phylogeny of the genus Asparagus (Asparagaceae) explains interspecific crossability between the garden asparagus (A. officinalis) and other Asparagus species. In: Theoretical and Applied Genetics, In: Volume 124, 2012, S. 345–354.